# Vonge
Vonge is een plaats in de Deense regio Zuid-Denemarken, gemeente Vejle. De plaats telt 632 inwoners (2008). Vonge ligt aan de voormalige spoorlijn Horsens - Thyregod. Het stationsgebouw is nog aanwezig.